# Leslie Thorne
Leslie Thorne (1916. június 23. – 1993. július 13.) brit autóversenyző.

## Pályafutása
1954-ben részt vett a Formula–1-es világbajnokság brit versenyén. A futamot tizennegyedikként zárta, tizenkét körös hátrányban a győztes José Froilán González mögött.
Pályafutása alatt elindult több, a világbajnokság keretein kívül rendezett Formula–1-es versenyen is.

## Eredményei

### Teljes Formula–1-es eredménylistája
(Táblázat értelmezése)

(Félkövér: pole-pozícióból indult; dőlt: leggyorsabb kört futott) 

| Év   | Csapat        | Modell           | Motor                  | 1   | 2   | 3   | 4   | 5      | 6   | 7   | 8   | 9   | Helyezés | Pont |
| ---- | ------------- | ---------------- | ---------------------- | --- | --- | --- | --- | ------ | --- | --- | --- | --- | -------- | ---- |
| 1954 | Ecurie Ecosse | Connaught Type A | Lea-Francis Straight-4 | ARG | 500 | BEL | FRA | GBR 14 | GER | SUI | ITA | ESP | -        | 0    |

## Külső hivatkozások
- Profilja a grandprix.com honlapon (angolul)
- Profilja a statsf1.com honlapon (angolul)
- Profilja a driverdatabase.com honlapon (angolul)